# El Tajín
El Tajín est un site archéologique précolombien où sont situées les ruines de l'une des villes les plus importantes de la Mésoamérique de la période classique. Le site se trouve dans l'État de Veracruz, sur le territoire de la municipalité de Papantla.
La ville a prospéré de l’an 600 à 1200 de notre ère et pendant cette période de nombreux temples, palais, terrains de jeu de balle et pyramides ont été construits. Le site aurait été occupé par les Totonaques à partir du Ier siècle, puis serait devenu, lors de la chute de Teotihuacan vers le VIIe siècle, une importante cité et la capitale des Totonaques jusqu'au début du XIIIe siècle. Entre le moment où la ville est tombée en 1230 et jusqu’à la fin du XVIIIe siècle, aucun Européen ne semble avoir connu son existence, avant qu'un inspecteur du gouvernement ne découvre par hasard la pyramide des Niches en 1785.
El Tajín a été inscrite au patrimoine mondial de l'UNESCO en 1992, en raison de son importance culturelle et de son architecture. Cette architecture est caractérisée par l'utilisation de niches décoratives et de béton sous des formes inconnues dans le reste de la Mésoamérique. Son monument le plus connu est la pyramide des Niches, mais parmi d'autres monuments importants figurent le Groupe Arroyo, les jeux de balle Nord et Sud et le palais de Tajin Chico.
La ville révèle une influence toltèque. Elle était contemporaine de Tula et Xochicalco dans le centre du Mexique et des sites mayas d'Uxmal et Chichén Itzá au Yucatan.
D'un point de vue touristique, depuis les années 1970, El Tajin est devenu le site archéologique le plus important de l’État de Veracruz, et attire plus de 650 000 visiteurs par an. C’est également le site du Festival Cumbre Tajin, qui a lieu chaque année en mars et qui produit des vedettes locales et étrangères et propose des manifestations culturelles ainsi que des concerts de musique populaire.

## Localisation
Le site est situé dans l’actuel État de Veracruz, près de la ville de Poza Rica et au nord du port et de la ville de Veracruz. La ville est située dans les montagnes et les collines qui s’étendent de la Sierra Madre orientale à la cote du golfe du Mexique près de la rivière Tecolutla.  Située dans le quart nord-est de la Mésoamérique, la ville contrôlait une zone s’étendant des rivières Cazones et Tecolutla jusqu’à ce qui est devenu à l’époque moderne, l’État de Puebla .  La ville principale est limitée par deux ruisseaux qui fusionnent pour former le Tlahuanapa Arroyo, un affluent de la rivière Tecolutla. Ces deux cours d'eau alimentaient la population en eau potable. La plupart des bâtiments sont situés à l'extrémité sud, où le terrain est relativement plat à la confluence des deux rivières. Le site s'étend au nord-ouest où les terrasses ont été construites de manière à gagner davantage de place pour les bâtiments, principalement pour l'élite de la ville. Cependant la ville possède également des quartiers situés sur les collines à l'est et à l'ouest de la ville principale, où sont situés la plupart des logements du commun. La totalité du site s'étend sur 1 056 hectares.
La ville est située dans une zone de forêt tropicale, avec un climat chaud humide analogue à celui du Sénégal. La température moyenne sur l'année est de 35 °C, avec la survenue possible d’ouragans de juin à octobre. La région est également affectée par un phénomène météorologique appelé "nortes." Il s’agit de fronts froids avec des vents qui viennent du nord et balayent les côtes de l'État de Tamaulipas et de Veracruz. Il n’existe aucune zone de peuplement importante située à proximité du site qui est entouré de champs de tabac, de plantations de bananes, de ruchers et de plantations de vanille. La plus proche ville qui soit de taille notable est Papantla.

## Toponymie et étymologie
Selon le découvreur du site, Diego Ruiz, le nom d’El Tajin signifie «tonnerre ou éclair» en totonaque. Selon une autre version, les Totonaques modernes croient que douze vieillards, seigneurs de l'orage et de la pluie, appelés collectivement Tajín, vivent parmi les ruines. Ce nom a également été interprété dans le sens de «lieu des êtres invisibles ou des esprits» par certains Totonaques. Cette interprétation présente une certaine validité en raison des Lienzos de Tuxpan, une série de cartes autochtones trouvées dans la ville voisine de Tihuatlan et datant de l'arrivée des Espagnols. Ces cartes indiquent que la ville aurait pu s'appeler "Mictlan" ou «lieu des morts». Il s'agit d'une dénomination commune pour les lieux dont les noms originaux ont été perdus dans l'Antiquité. Ce nom apparaît également dans la Matricula de Tributos, un codex aztèque qui recense les tributs imposés par la Triple alliance et qui constitue la source de la deuxième partie du Codex Mendoza ainsi que des cartes autochtones,.

## Histoire
Pour un article plus général, voir Culture classique de Veracruz.

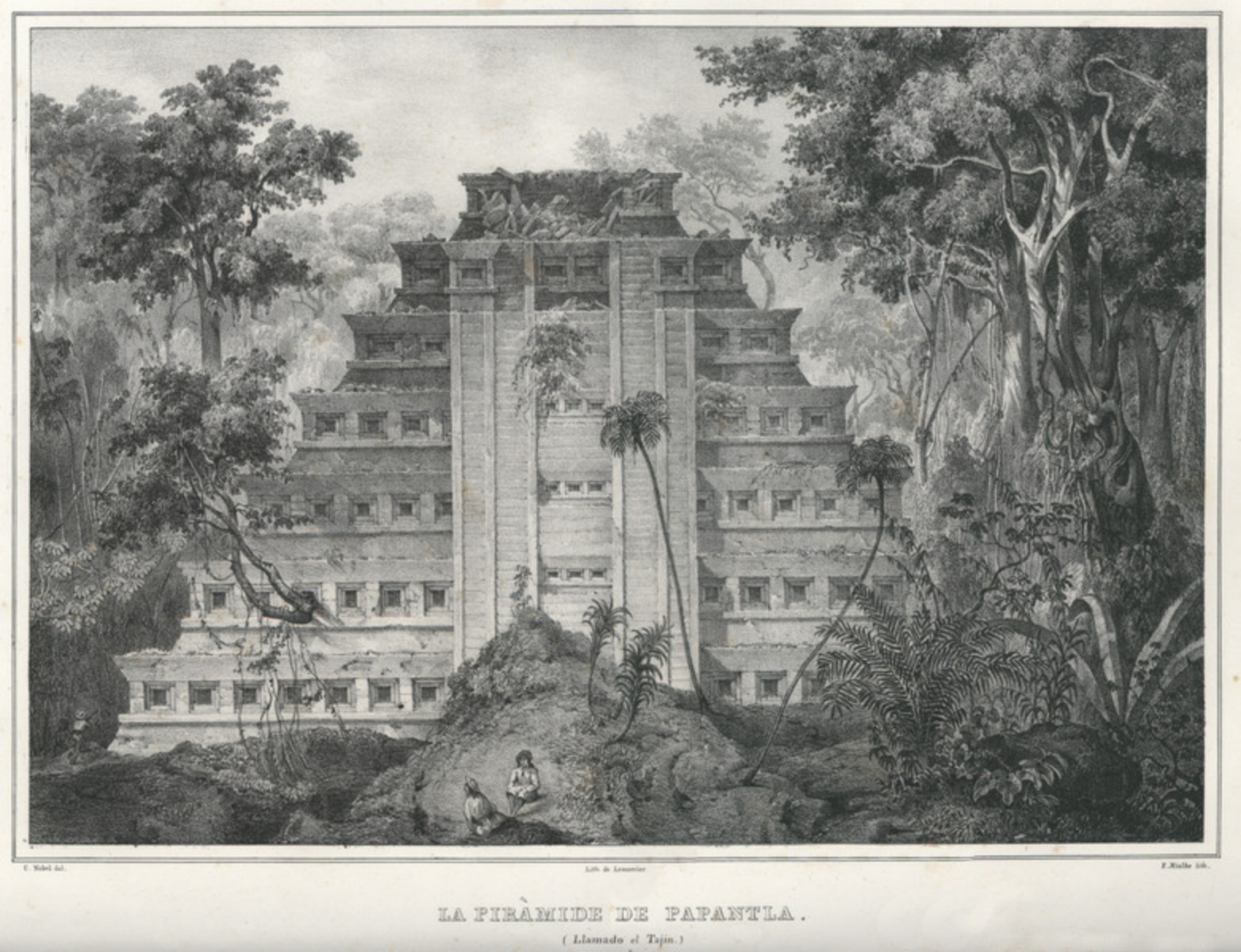
Première illustration de la pyramide des Niches (Carl Nebel, 1839).

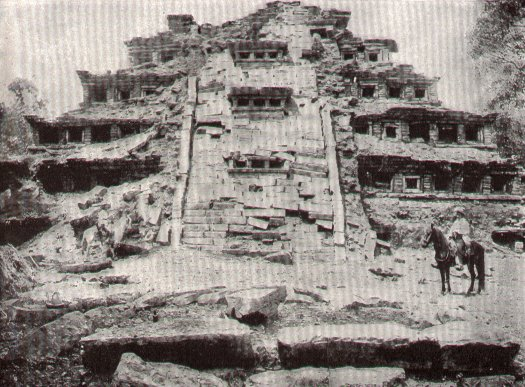
Pyramide des Niches avant sa restauration (photo de 1913).

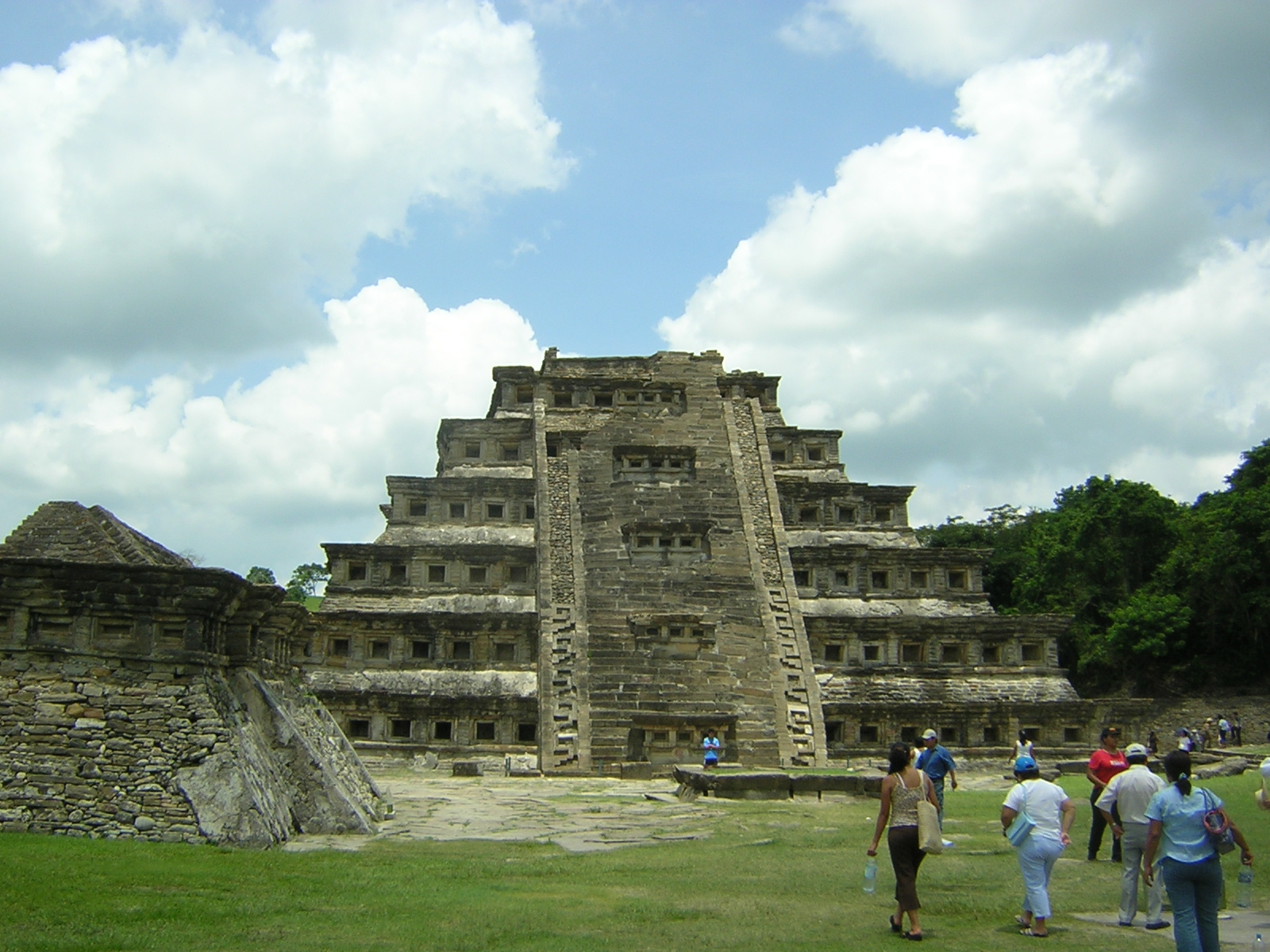
Vue contemporaine de la pyramide des Niches (2006).

Les recherches archéologiques faites à El Tajín et sur les sites voisins montrent que la région a été occupée au moins depuis 5600 avant notre ère et ont montré comment les nomades chasseurs-cueilleurs ont fini par devenir des agriculteurs sédentaires, construire des sociétés plus complexes avant l’émergence de la ville d'El Tajin. Le rythme d’évolution de la société est devenu plus rapide avec l’émergence de la civilisation voisine des Olmèques vers 1150 av. J.-C., bien que les Olmèques n'aient jamais été très nombreux à cet endroit. On ne sait pas qui a construit la ville. Certains plaident en faveur des Totonaques et des Xapanèques, mais il existe beaucoup d'éléments tendant à prouver que la région était peuplée par les Huaxtèques au moment de la fondation de la ville, au cours du Ier siècle apr. J.-C., . La construction des monuments a commencé peu après et en 600 apr. J.-C., El Tajín était devenue une ville,.  Le développement rapide d’El Tajín est dû à sa position stratégique le long des routes commerciales mésoaméricaines. La ville contrôlait les flux de marchandises, les exportations comme la vanille et les importations en provenance d'autres endroits dans ce qu’on appelle maintenant le Mexique et l'Amérique centrale. Dès les premiers siècles, les objets provenant de Teotihuacán étaient abondants.
De 600 à 1200 apr. J.-C., El Tajin fut une ville prospère qui contrôlait une grande partie de ce qui est maintenant l'État moderne de Veracruz. La ville-Etat était fortement centralisée, avec une cité proprement dite où vivaient plus de cinquante ethnies . La plus grande partie de la population vivait dans les collines entourant la ville principale, et la plupart des approvisionnements en denrées alimentaires de la ville provenaient des régions de Tecolutla, Nautla et Cazones de Herrera. Ces champs produisaient non seulement des aliments de base comme le maïs et les haricots, mais aussi des articles de luxe tels que le cacao. Un des panneaux de la Pyramide des Niches montre une cérémonie se déroulant devant un arbre à cacao. La religion était basée sur les mouvements des planètes, des étoiles, du Soleil et de la Lune et le jeu de balle ainsi que l’usage du pulque jouaient un rôle très important. Cela a conduit à la construction des pyramides, avec des temples et dix-sept terrains de jeu de balle, plus que sur tout autre site méso-américain. À partir cette époque, la ville a commencé à avoir une grande influence  qui est plus apparente encore sur le site voisin de Yohualichan, dont les bâtiments comportent des niches du même type que celles qui caractérisent El Tajin. Des témoignages de l'influence de la cité sont visibles le long de la côte du Golfe de Veracruz jusqu’à la région Maya et les hauts plateaux du centre du Mexique.
À la fin de la période classique, El Tajin a survécu à l'effondrement social généralisé, aux migrations et aux destructions qui ont conduit à l'abandon de nombreux centres de population à la fin de cette période. El Tajín a atteint son apogée après la chute de Teotihuacan, et conservé de nombreux traits culturels hérités de cette civilisation,. La cité a atteint son apogée dans la période Epi-classique (900-1100 de notre ère) avant de connaître la destruction et d’être engloutie par la jungle.
El Tajín a prospéré jusqu'au début du XIIIe siècle, époque où elle a été détruite par un incendie, sans doute allumé par une force d'invasion. La ville a été abandonnée en 1230 apr. J.-C., peut-être en partie à cause des attaques des Chichimèques. Les Totonaques ont créé la colonie voisine de Papantla après la chute d'El Tajin.
El Tajín était un centre important pour la culture Remojadas, connue pour ses sculptures en argile, et se trouvait dans une région appelée Totonacapan, caractérisée par des forêts tropicales et des bassins fluviaux.

## Histoire moderne
El Tajin fut livré à la jungle et tomba dans le silence et l’oubli pendant plus de 500 ans . Bien que la ville eût été entièrement recouverte par la jungle à partir de sa disparition et jusqu’au XVIIIe siècle, il est peu probable que la connaissance de l'endroit ait été complètement perdue pour les peuples autochtones. Des preuves archéologiques montrent qu’un village existait ici au moment de l'arrivée des Espagnols et la région a toujours été considérée comme sacrée par les Totonaques. Cependant, il n'existe pas de documents rédigés par des Européens sur le site, avant le XVIIIe siècle.
La zone était isolée et bien adaptée à la culture du tabac. Au cours de la période coloniale espagnole, la culture et la vente de tabac étaient monopole royal, mais les plantations clandestines de cette culture lucrative n'étaient pas rares puisque les Européens visitaient rarement la région. En 1785, un fonctionnaire du nom de Diego Ruiz visita la région en mars à la recherche de plantations non autorisées et tomba par hasard sur la Pyramide des Niches. Il en fit un dessin et signala sa trouvaille dans une publication intitulée La Gaceta de México. Selon lui les indigènes n'en avaient jamais révélé l'existence à aucun Espagnol. La publication de la découverte de la pyramide dans la Gaceta eut un impact sur les milieux académiques de Nouvelle-Espagne et d’Europe, attirant l'attention des antiquaires José Antonio Alzate y Ramírez et Ciriaco Gonazlez Carvajal, qui écrivirent à ce sujet. Elle suscita également l'intérêt de plusieurs universitaires, qui comparèrent la pyramide aux constructions de la Rome antique.  En 1804, le jésuite Italien Pietro Márquez fit connaître la pyramide en Europe dans un ouvrage intitulé Due antichi monumenti di architettura messicana. Alexander von Humboldt y fit allusion en 1811.
Depuis sa découverte par les Européens, c'est-à-dire depuis deux siècles, le site a attiré les visiteurs. L’architecte allemand Karl Nebel visita le site en 1831 et il fut le premier à étudier graphiquement et narrativement les détails de la pyramide des Niches ainsi que les ruines proches de Mapilca et de Tuzapan. Il fut également le premier à avancer l’hypothèse que la pyramide faisait partie d'une grande ville. Ses dessins et ses descriptions furent publiés dans un livre intitulé Voyage pittoresque et archéologique édité à Paris en 1836,.
Les premiers archéologues atteignirent le site au début du XXe siècle et parmi eux se trouvaient Teobert Maler, Edward Seler, Francisco del Paso y Troncoso, Herbert et Ellen Spinden. Avec la découverte de pétrole dans la région des routes ont été construites et améliorées dans les années 1920 à 1940. Cela a permis des investigations plus poussées dans la région. En 1935-38 les premières opérations de cartographie officielle, d’éclaircissement et d'exploration ont été réalisées par Agustin Garcia Vega. Le premier bâtiment à être complètement dégagé de la jungle fut la pyramide des Niches. Il a finalement défriché 77 acres, découvert plusieurs bâtiments et proposé d’appeler le site « la Cité archéologique d'El Tajin. » À partir de 1938, les travaux de fouille et de restauration ont été parrainés par INAH et dirigé par José Garcia Payon, découvrant des plates-formes, des jeux de balle et une partie de Tajín Chico, avec ses palais. Il continua à explorer le site pendant 39 ans jusqu'à sa mort en 1977, malgré les difficultés du travail dans la jungle et le manque de fonds. À cette époque, il avait découvert la plupart des bâtiments importants et établi que Tajín avait été l'une des villes les plus importantes du Mexique ancien. Dans les années 1970, le site a été l'une des rares cités de l'État de Veracruz à attirer un nombre important de touristes,. De 1984 à 1994, Jürgen K. Brüggemann a approfondi le travail de García Payon, en découvrant 35 bâtiments de plus.

## Inscription au patrimoine mondial

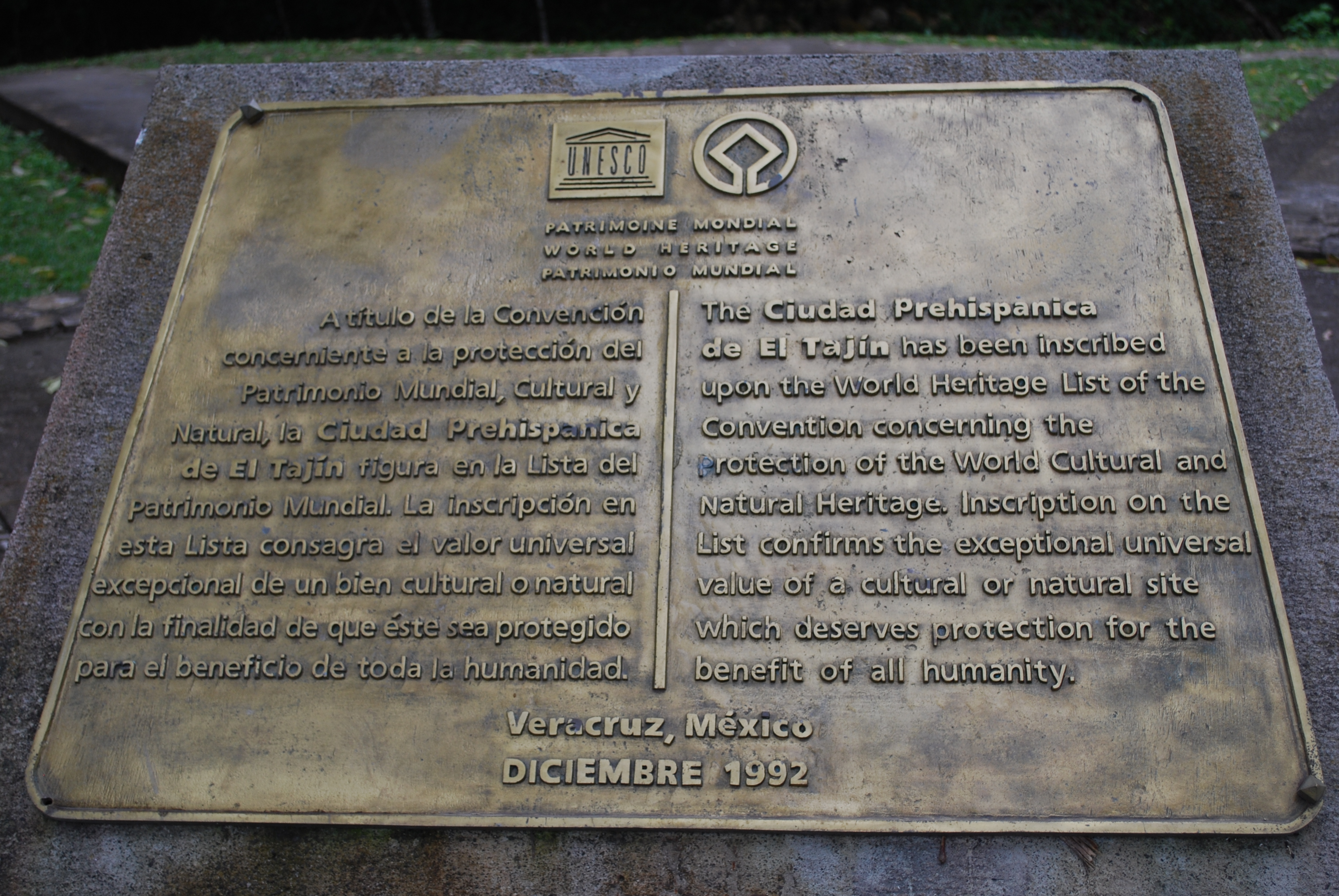
Plaque du site du patrimoine mondial de l’UNECO

El Tajin a été inscrit au patrimoine mondial en 1992, en raison de l’importance historique de son architecture et de son ingénierie,. "Son architecture, unique en Mésoamérique, est caractérisée par l’élaboration de bas reliefs gravés sur des colonnes et des frises. La 'Pyramide des Niches', un chef-d'œuvre de l'architecture mexicaine et américaine antique, révèle la signification astronomique et symbolique des bâtiments."   Le site est l'un des plus importants du Mexique et plus le important de l'État de Veracruz.
Son importance est due à sa taille et à ses formes uniques dans le domaine de l’art et de l’architecture. Les limites des zones résidentielles de la ville n'ont pas encore été définies mais l'ensemble du site est estimé à 10,7 km2.  À ce jour, seulement cinquante pour cent des édifices de la ville ont été fouillés, révélant une série de places, des palais et des bâtiments administratifs dans une zone de deux miles carrés. Contrairement aux modèles tracés selon un plan très rigide des villes antiques du plateau central du Mexique, les constructeurs d'El Tajin ont conçu et aligné les bâtiments comme des unités individuelles.
Il existe plusieurs éléments architecturaux qui sont spécifiques à cet endroit ou bien très rares en Méso-Amérique. Les ornements en forme de niches et les décors ajourés sont omniprésents, même la décoration des contreforts utilitaires et les murs de plates-formes. ajourées existent dans d'autres régions de Mésoamérique, mais rarement avec une telle profusion. L'utilisation de niches est spécifique à El Tajin.
Un aspect remarquable des constructions d’El Tajin est l'utilisation de béton coulé dans des coffrages. Les fragments de toit encore existants de l'immeuble C dans le secteur de Tajín Chico sont un exemple de construction de toit en béton. En raison de l'absence de poutres ou d'autres matériaux pour le soutenir, ce toit a dû être très épais pour soutenir son propre poids. Afin d'alléger la charge et de lier les couches de ciment, des pierres ponces et des tessons de poterie ont été mélangés au ciment. Le ciment ne devait pas être versé en une seule fois, mais plutôt en couches successives. On a suggéré que les bâtiments avaient été remplis de terre pour soutenir le toit pendant qu’il était coulé et pendant qu’il séchait. Les toits une fois achevés avaient près d'un mètre d'épaisseur et étaient presque parfaitement plats. Bien que ce type de toit en ciment soit commun à l’époque moderne, il était unique dans le monde méso-américain. Des empreintes de paniers, d’emballages de tamales et d'autres éléments ont été découverts dans le ciment séché.  Le béton coulé a été utilisé seulement dans les bâtiments à deux étages du site, le bâtiment B, comme toit et comme séparation entre le rez-de-chaussée et l'étage supérieur. Le seul autre exemple connu de construction à deux étages se rencontre dans les territoires mayas. Une autre caractéristique partagée uniquement avec les Mayas est l'utilisation d'une peinture bleu clair. (wikerson45) Une autre caractéristique spécifique à El Tajin est qu'un certain nombre de résidences possèdent des fenêtres disposées de façon à permettre aux brises fraîches d’entrer pendant les journées chaudes.
Bien que les terrains de jeu de balle soient répandus en Mésoamérique, El Tajin se distingue par ses dix-sept aires de jeu. Deux de ces courts contiennent des panneaux sculptés qui décrivent le jeu de balle et sa signification rituelle. Les plus impressionnants de ces panneaux sont situés dans le terrain sud qui contient des représentations de divinités de l'inframonde et celle d'un joueur de balles venant d’être décapité, afin d'approcher les dieux et de demander la pulque pour son peuple.
Depuis que la cité est devenue site du patrimoine mondial, des recherches et des efforts de conservation ont été faits pour promouvoir la connaissance et la protection du site. Il s’est ensuivi un certain nombre de projets de recherche et de restauration, ainsi que des projets visant à rendre le site davantage accessible aux visiteurs. Toutefois, le responsable a exigé que davantage d’efforts soient faits pour conserver le site, en particulier ses fragiles peintures murales et pour trouver un équilibre entre les besoins des touristes et la nécessité d’une bonne conservation du site. Chaque année depuis 1992, voit augmenter le nombre de visiteurs sur le site qui s'élève désormais à 653 000 par an.

## Principaux monuments

### Entrée et musée du site
L'entrée du site se trouve à l'extrémité sud. À la suite de son inscription au patrimoine mondial en 1992, de nouvelles installations ont été ajoutées au domaine, comme une cafétéria, des services d'information, un parc et des bureaux administratifs. Le site du musée se trouve également au même endroit. En outre, la Danza de los Voladores a été présentée à l'entrée du site et est considérée comme incontournable par les visiteurs.  Les Voladores apparaissent chaque demi-heure au sommet du poteau et du cercle érigé juste à l'extérieur de la porte principale.
Le parc a reçu le nom de Parque Takilhsukut et il est situé environ un kilomètre en dehors du site proprement dit. C'est un établissement moderne dont le but est d'être le centre de l’identité indigène de Veracruz. Il s'étend sur 17 hectares et possède la capacité de recevoir 40 000 personnes. Il accueille des foires, des congrès et d’autres événements, y compris une partie de la fête annuelle culturelle de Cumbre Tajín qui a lieu en mars. Il existe également des installations pour les ateliers, les expositions, les thérapies alternatives, les séminaires et diverses cérémonies.

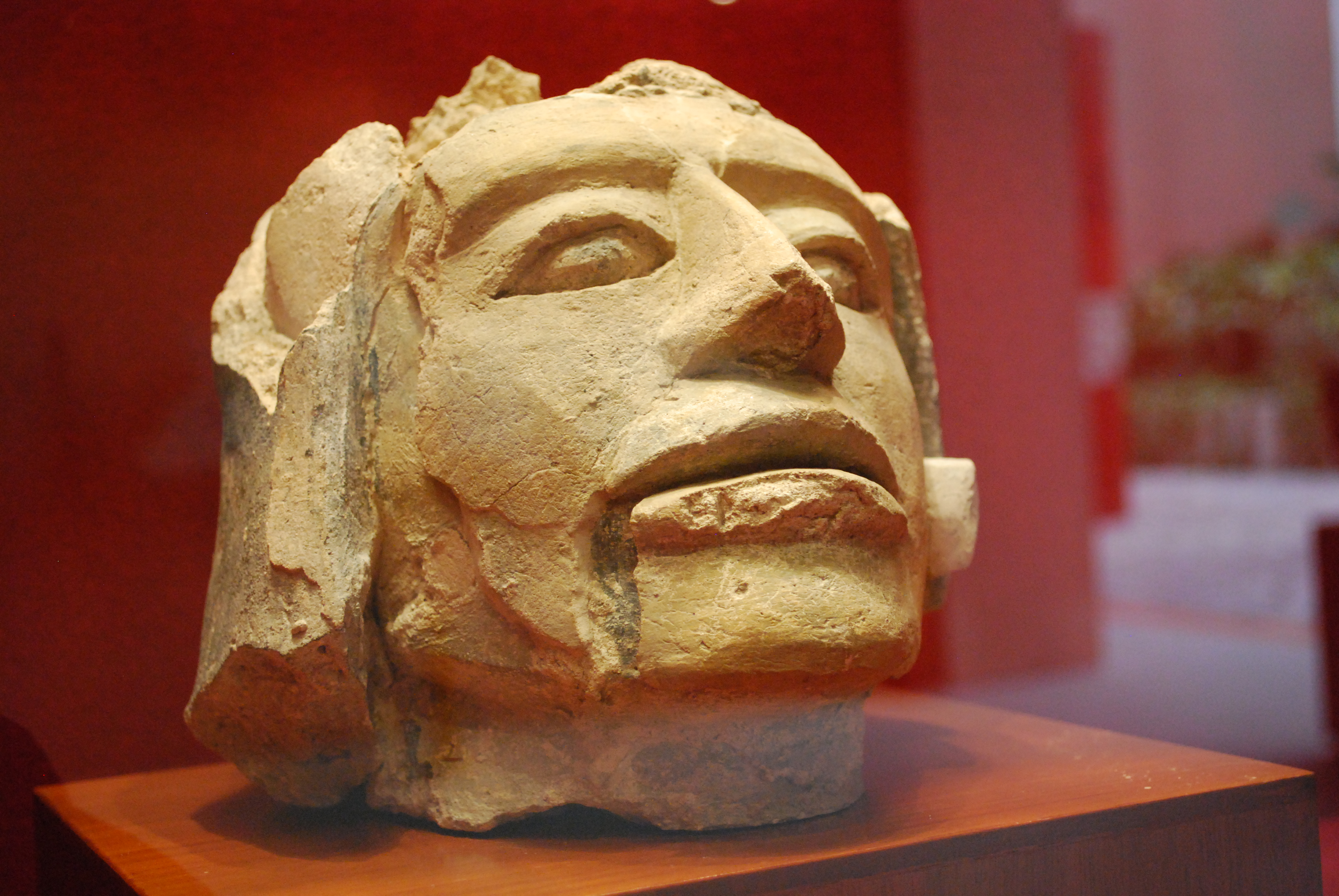
Sculpture exposée au musée du site

Le musée du site est divisé en deux parties : un bâtiment fermé et une surface couverte abritant de grands fragments de sculpture en pierre. La salle fermée est destinée aux petits objets qui ont été découverts au cours des années pendant lesquelles le site a été exploré, la plupart provenant de la pyramide des Niches. Un des objets les plus intéressants de l'exposition est un autel provenant du bâtiment 4. Il s'agit d'une grande dalle de pierre sculptée représentant quatre personnes se tenant debout deux par deux avec une figure de serpents entrelacés entre les deux couples. Les serpents représentent le marqueur du jeu de balle appelé tlaxmalacatle à l’époque aztèque. Les pièces principales de la zone couverte sont les fragments retrouvés dans le bâtiment des colonnes, dont certaines ont été partiellement remontées. On raconte l'histoire de 13-Lapin, un roi d'El Tajin, qui a probablement construit le bâtiment. La scène montre une double procession avec 13-Lapin assis sur un trône en bois et les pieds sur une tête coupée. En face on trouve une victime sacrifiée avec les entrailles disposées autour du corps. Le glyphe du nom 13-Lapin est inscrit au-dessus de lui ainsi que celui d'un membre de sa suite nommé 4-Hache. Le reste du cortège est composé de guerriers captifs tirés par les cheveux.

### Groupe de l'Arroyo ou du Ruisseau

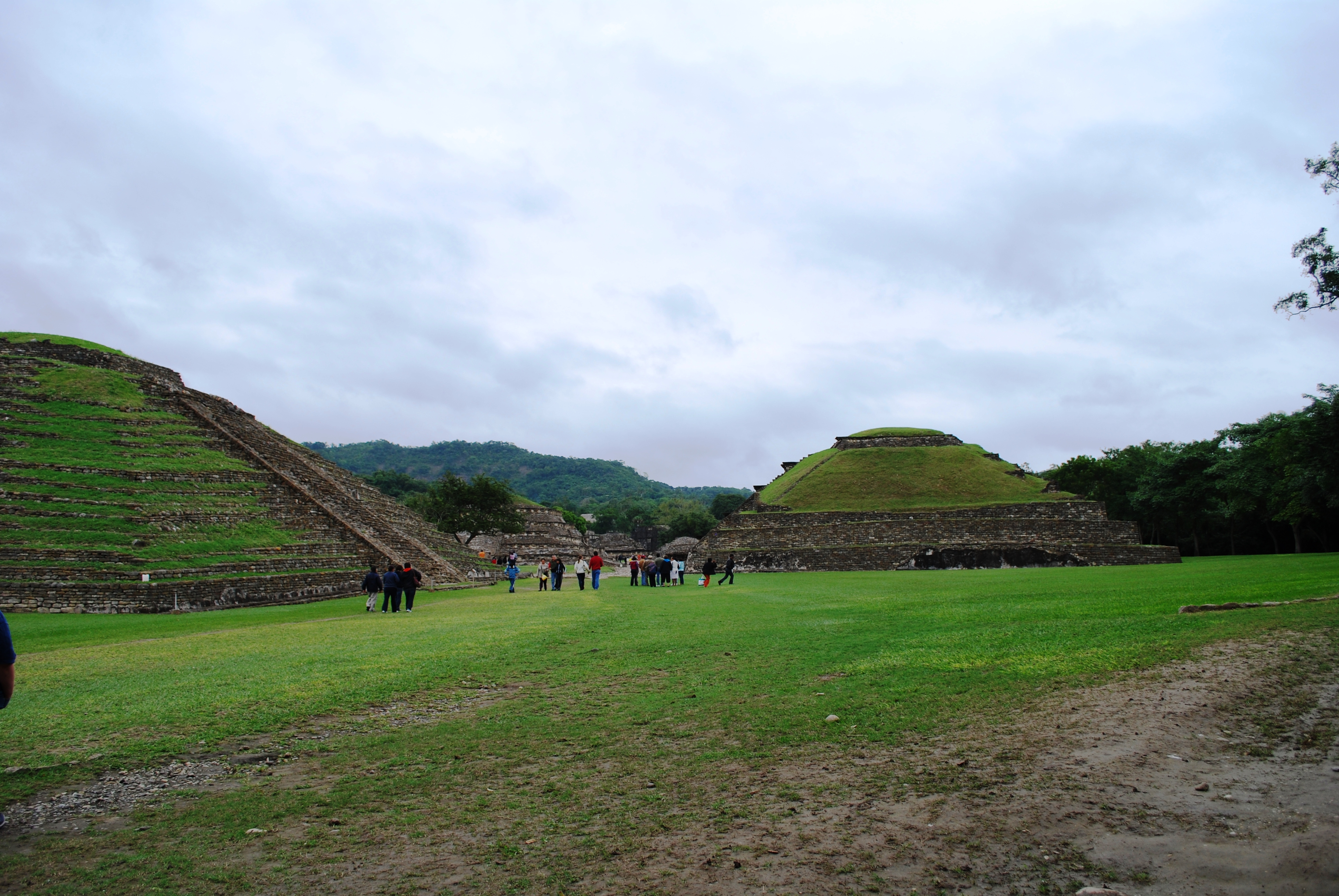
Approche du groupe Arroyo vu du Sud-Est

C’est ce secteur que l’on appelle groupe de l'Arroyo parce que deux cours d'eau l'entourent sur trois côtés. La cité s'est développée du sud au nord et ce secteur est le plus ancien de la ville. Il couvre plus de 8 000 m2. Quatre bâtiments de grande hauteur, nommés bâtiments 16, 18, 19 et 20, surmontés par des temples sont disposés autour d'une place centrale. Des escaliers conduisent du sol de la Plaza aux temples situés au-dessus. Contrairement au reste de la ville, ces quatre bâtiments sont de même taille et presque symétriques. Ces pyramides sont primitives en comparaison avec le reste du site, avec des niches qui ne sont pas aussi finement ouvragées,.  Les pyramides situées à l'est et à l'ouest du groupe de l'Arroyo possèdent toutes trois des temples à leur sommet. Une autre particularité de la place centrale est le fait qu’elle ne possède aucune petite structure comme des bâtiments ou des autels pour briser la continuité de l'espace. On en a déduit qu’il s’agissait du marché de la ville en raison du grand espace disponible pour les échoppes. De plus on a trouvé à cet endroit la représentation d’une divinité liée au commerce. Cette divinité marchande possède davantage de caractéristiques communes avec les divinités des hauts plateaux du centre du Mexique qu’avec celles de Tajin. Le marché qui occupait cette place se composait de tentes construites avec des bâtons et des tissus et offrait à la vente des produits régionaux comme la vanille ainsi que des produits provenant d'autres parties de la Méso-Amérique tels que des peaux de jaguar, des oiseaux exotiques comme les perroquets, les aras et des plumes de quetzal. Des esclaves destinés au service et au sacrifice étaient également vendus au marché. Le groupe de l'Arroyo comporte deux terrains de jeu de balle. Celui situé à l’ouest de l'édifice 19 a de grandes parois inclinées et des frises sculptées représentant le dieu Quetzalcóatl. À la chute de la ville, la plupart des sculptures de cette zone ont été brisées ou défigurées et certaines ont été réutilisées comme matériaux de construction,.

### Pyramide des Niches

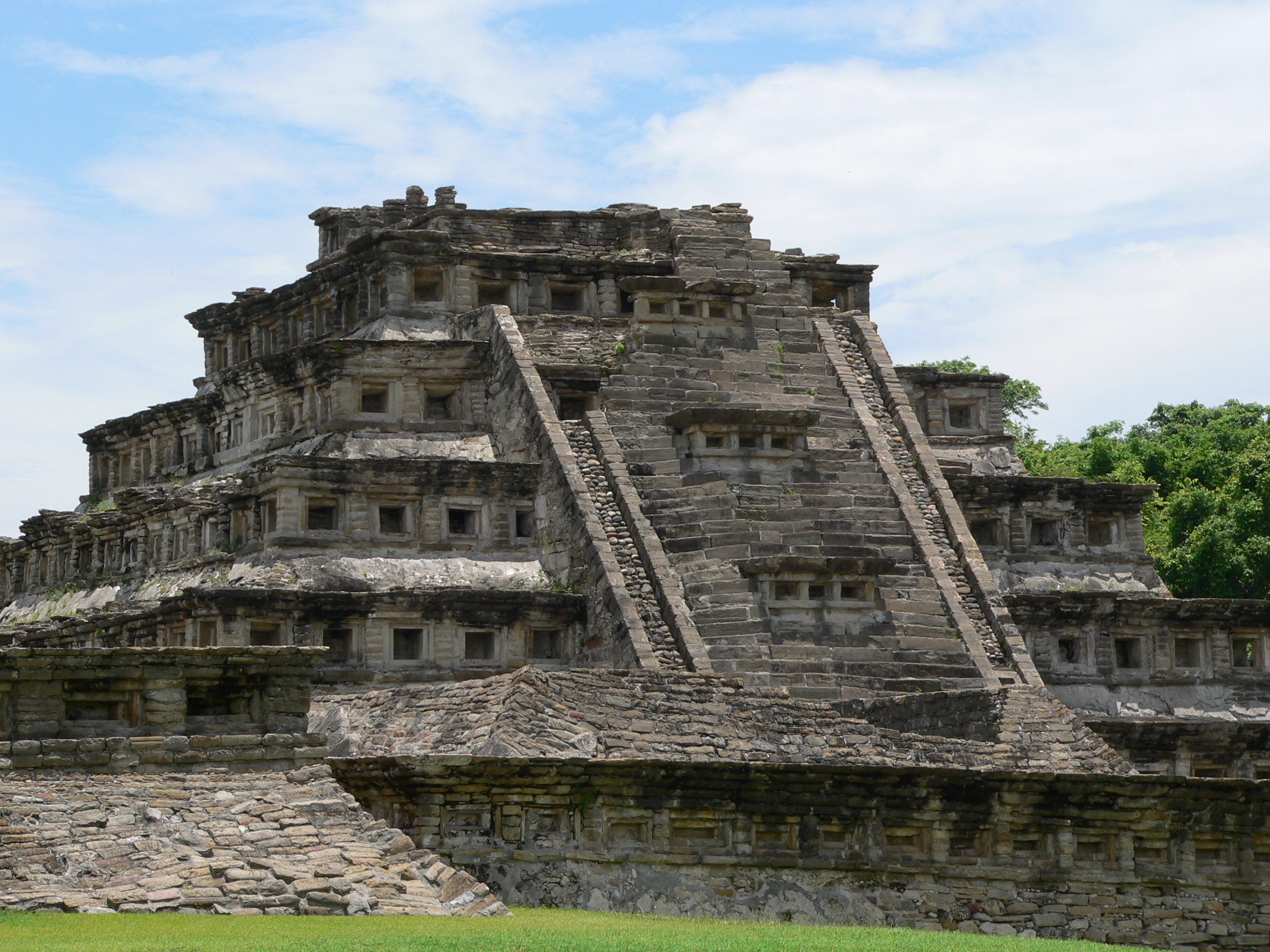
Pyramide des Niches

Le bâtiment 1 est mieux connu sous le nom de pyramides des Niches (il en possède plusieurs autres comme El Tajin, pyramide de Papantla, pyramide à sept étages et temple des Niches). Il est devenu le monument emblématique du site en raison de sa conception inhabituelle et de son bon état de conservation. Il a également joué un rôle important à l’époque antique. Une grande quantité de sculptures ont été récupérées dans cette pyramide. Le bâtiment est principalement construit avec des dalles soigneusement découpées et assemblées, le poids de la plus importante d’entre elles étant estimé à environ huit tonnes. Les pierres, surtout autour des niches sont assemblées avec la quantité minimale de chaux et de mortier de terre. La structure était à l'origine recouverte de stuc qui servait de support à la peinture.
La pyramide possède sept étages en talud-tablero, un modèle qui était assez courant en Mésoamérique. Ce qui est inhabituel dans cette construction et d’autres dans la ville est l'ajout de niches décoratives dont le sommet est couronné par une corniche en biseau. Les pierres sont disposées en lignes régulières avec des proportions délicates. À l'origine, la structure était peinte en rouge foncé avec des niches en noir destinées à accentuer les ombres de la niche. Des niches se trouvent également sous l'escalier le long de la face Est, ce qui indique que l'escalier est un ajout ultérieur. Les niches de la structure d'origine, sans compter celles de l'escalier plus tardif, sont au nombre de 365 au total, ce qui correspond à l'année solaire. Au sommet de la pyramide, on trouve deux dalles encadrées par de grotesques serpents-dragons,.
La fonction rituelle de l'édifice n'était pas d'abord calendaire. Les niches profondes imitant des grottes, qui ont été longtemps considérées comme des passages vers l’au-delà, où résident la plupart des dieux. Les grottes, en particulier celles où coulent des sources, étaient considérées comme sacrées dans une grande partie du Mexique où les offrandes de fleurs et de bougies font partie de la tradition. Jusqu’au milieu du XXe siècle on pouvait encore trouver des restes de bougies de cire d'abeille avec des traces sur le premier niveau de la pyramide. Il existe une croyance populaire selon laquelle chaque niche contenait une idole ou un gisant, mais les travaux archéologiques ont exclu cette possibilité. La partie la plus importante de la structure était le temple situé au sommet de cette pyramide, mais il a été complètement détruit et on ignore à quoi il pouvait ressembler.

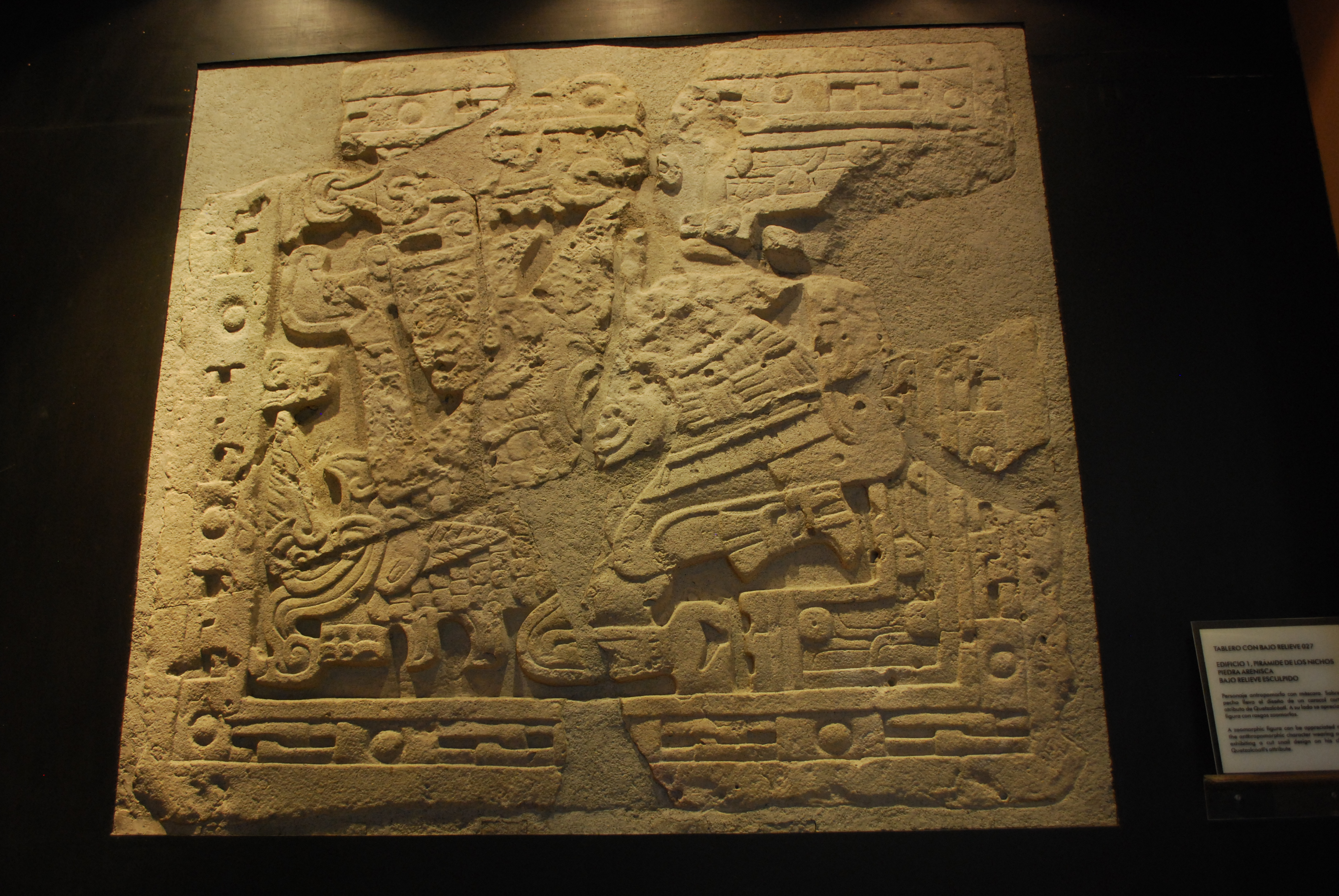
Tablette 27 provenant de la pyramide des Niches

Les sculptures du temple sont en grande partie fragmentaires. Les panneaux les plus importants représentent le dieu de la pluie, ou un roi habillé comme la divinité, impliqués dans plusieurs rituels ou scènes mythologiques. Il semble avoir été le dieu le plus important de cette culture puisque d’autres représentations figurent dans d'autres endroits du site. Son apparition sous-tend la signification de cette pyramide. Les rampes de l'escalier de l'édifice sont ornées de grecques. Ce motif, très commun en Mésoamérique, est omniprésent à El Tajin. Ces grecques étaient probablement peintes en bleu comme c'est le cas sur d'autres bâtiments, où des restes de peinture ont été retrouvés. En haut de l'escalier il y avait probablement deux grandes stèles à plusieurs faces. L’une d’entre elles nous est parvenue presque intacte et est maintenant exposée dans le musée du site. À l’extérieur de l'escalier conduisant à l'est de la pyramide on trouve des pierres rondes, percées au milieu de trous dans lesquels on fichait probablement des bannières. L'intérieur de la pyramide est constitué de roches et de terre. Ce remplissage est contenu par des parois inclinées, qui constituent les taluds de chaque niveau de la pyramide. Enseveli en dessous on trouve de petites constructions avec des taluds mais pas de niches.
La pyramide est flanquée de deux petites structures nommées bâtiment 2 et bâtiment 4. Toutes deux sont de petites plates-formes ressemblant à des temples. Le bâtiment 4 contient une structure plus petite et plus ancienne, à l'intérieur de ce qui est peut-être la première structure du site.

### Tajin Chico
Tajin Chico est une partie du site comportant plusieurs niveaux et qui s'étend sur une colline au nord-nord-ouest des parties les plus anciennes de la cité. Une grande partie de cette section a été construite en utilisant des quantités massives de déblais. Il s'agit d'une immense acropole composée de nombreux palais et d'autres ouvrages de génie civil. On trouve relativement peu de temples à cet endroit. Il est également plus facile à défendre que d'autres parties de la ville. Tajin Chico a été ainsi nommé parce qu'on a d'abord pensé qu’il s’agissait d’un site distinct mais lié. On sait maintenant qu'il appartenait au centre de la ville. Toutefois, comme le terme était déjà utilisé dans la littérature concernant le site, il a été conservé.

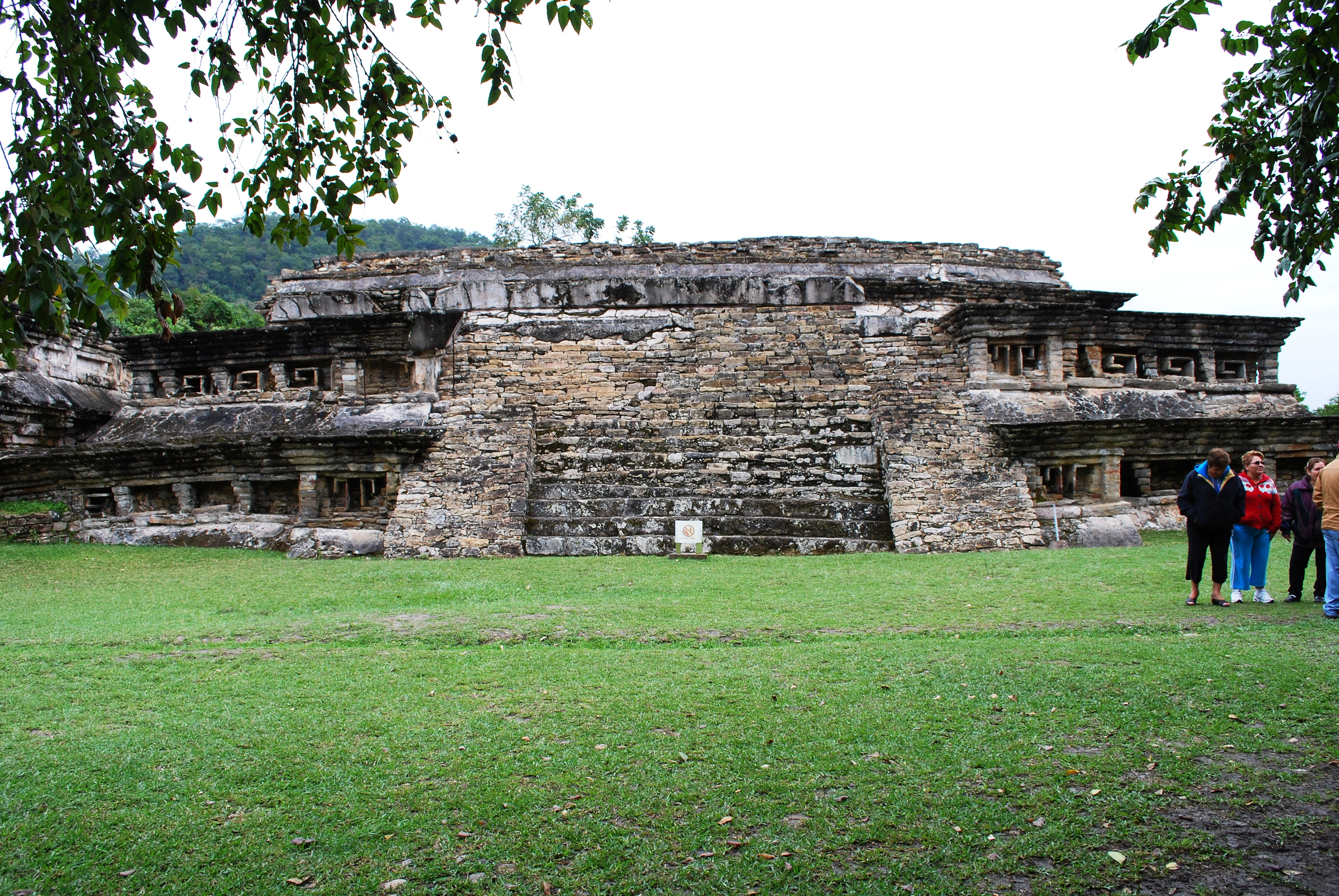
Bâtiment C

Le bâtiment C n'était pas un temple, mais sa fonction n'est pas clairement établie. Les bâtiments A et B situés à proximité étaient des palais. Il est probable que ce bâtiment était utilisé par des prêtres ou des dirigeants pour recevoir des visiteurs, des pétitionnaires et d’autres invités. Le toit du bâtiment C avait plus de 1600 pieds carrés et recouvrait deux salles du côté ouest ainsi qu’une pièce principale ouverte vers l'est par cinq piliers. Tout l'extérieur du bâtiment est recouvert de motifs découpés en escalier, disposés pour donner l'apparence de niches. Pour amplifier cet effet, l'intérieur des cases a été peint en rouge sombre et la partie extérieure en bleu clair, d’une couleur semblable à la turquoise. Le grand escalier de l'Est a également été peint avec des volutes.

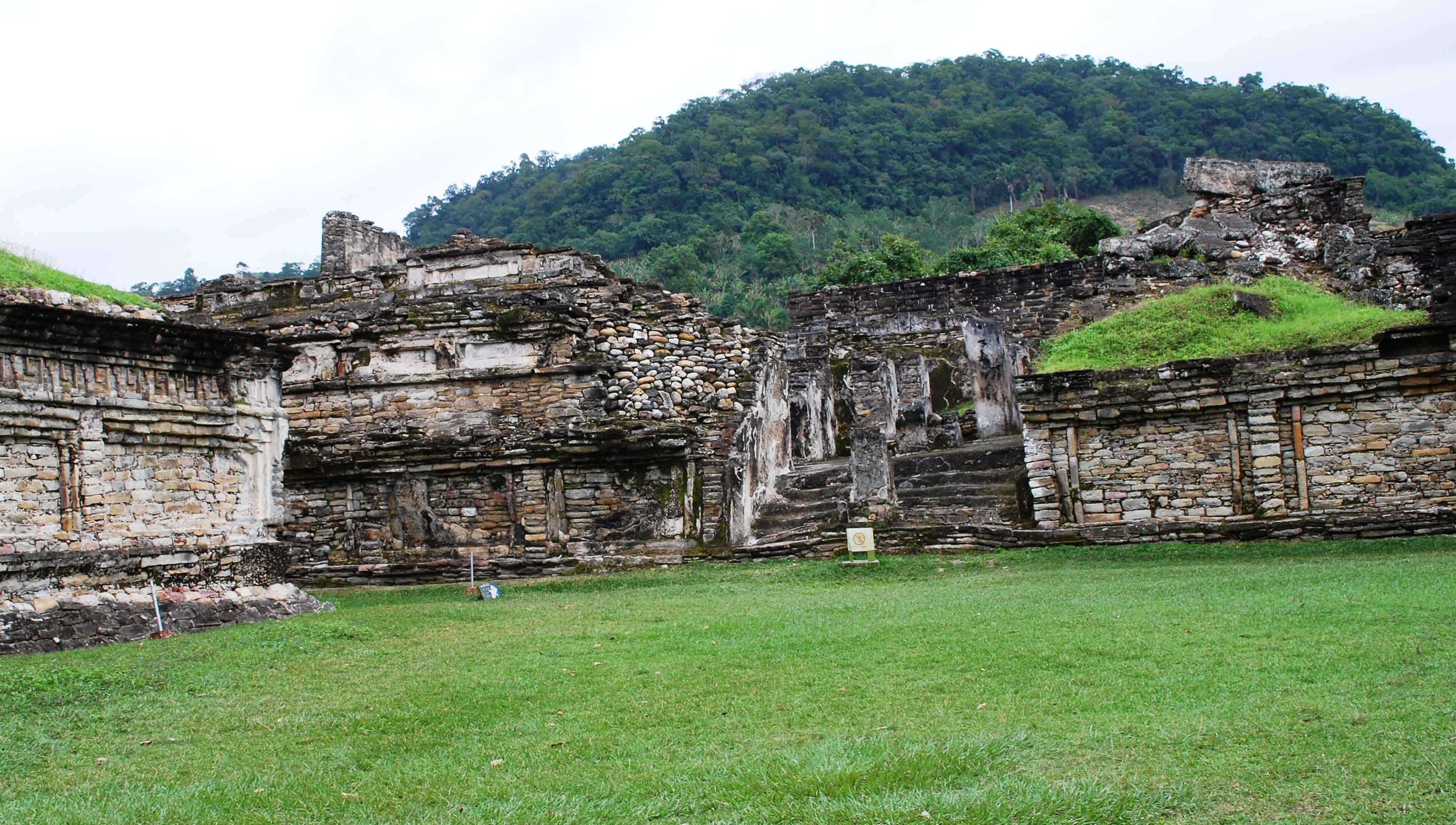
Bâtiment B

Le bâtiment B est une structure à deux étages qui a été utilisée comme résidence et classée comme palais. Comme d'autres structures proches, son toit est constitué d’une dalle épaisse de ciment et il existe une autre dalle qui sépare le sol des étages supérieurs. L'entrée de l'immeuble à partir de la place est coupée par un escalier, menant à une chambre individuelle mesurant 24 m. Cet espace est divisé par six piliers de pierre et de ciment qui soutiennent l'étage supérieur. Ces colonnes ont été renforcées au cours du temps de toute évidence pour supporter le poids des deux étages.  On atteint l'étage supérieur par un escalier étroit. Cet étage est plus spacieux, même s’il comporte également des colonnes. C'est le seul palais à plusieurs étages se trouvant en dehors des zones mayas.

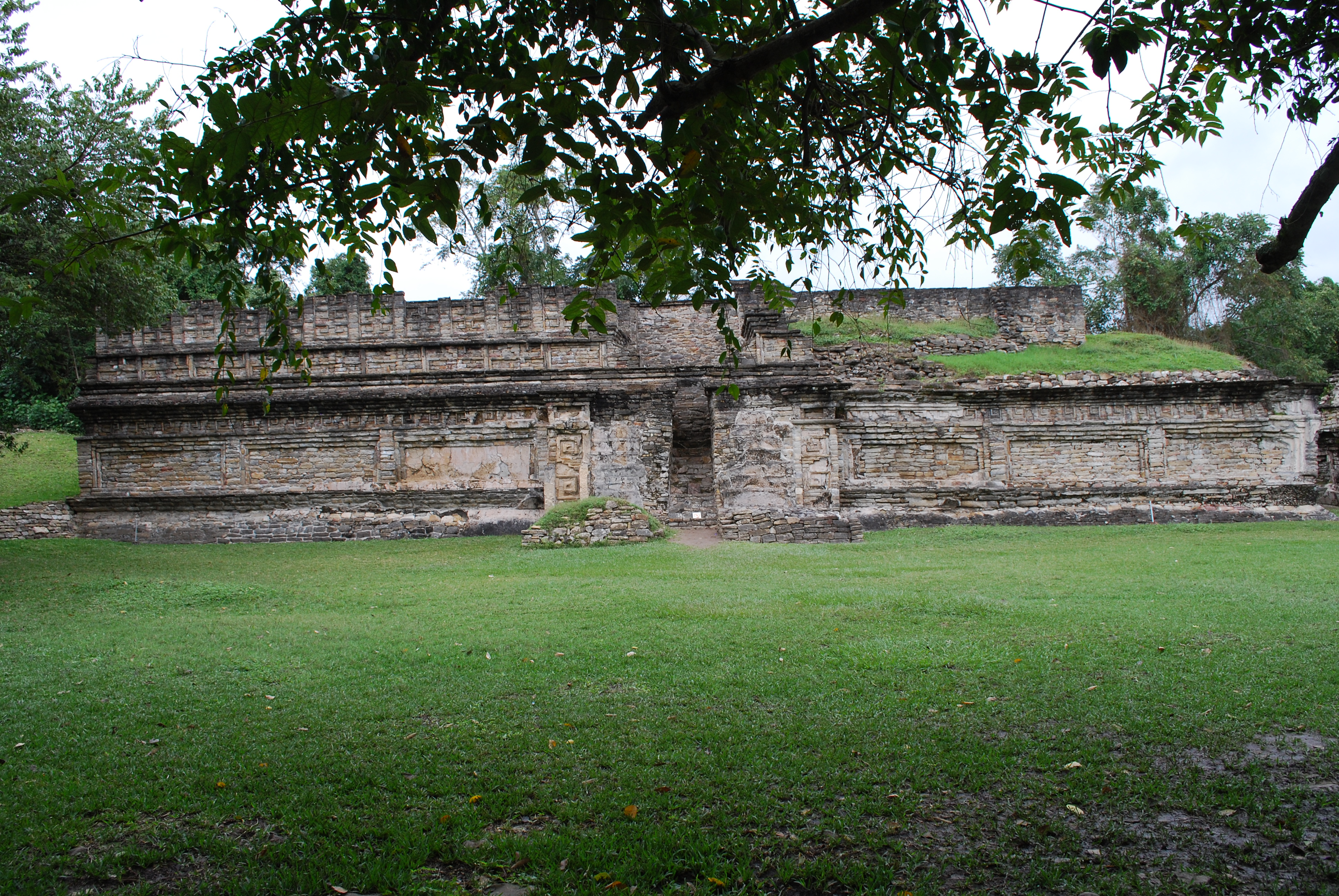
Bâtiment A

Le bâtiment A présente deux niveaux, des grecques scalaires et des niches et il rappelle certaines structures trouvées au Yucatán. Toutefois, le niveau inférieur du bâtiment n'est pas composé de pièces mais fait office de solides fondations. Le niveau inférieur est orné de grands panneaux rectangulaires qui semblent avoir été peints en rouge. L'entrée située sur le côté sud du bâtiment est assez élaborée.  Le niveau supérieur comporte un couloir qui en fait le tour et un certain nombre de pièces. Le niveau supérieur était également orné de volutes et de grecques scalaires, peintes en jaune, bleu, rouge et noir. Les panneaux intérieurs étaient recouverts de peintures murales, dont seuls quelques fragments ont été conservés. À l'est, et à l’entrée du corridor côté ouest de la salle, on trouve deux pièces communicantes, de chaque côté du bâtiment. Le bâtiment A est construit sur d’anciennes constructions qui ont été enterrées quand cette zone a été remblayée, certains aspects du bâtiment, comme les contreforts été endommagés à la suite d’un tassement là où il n’y avait pas de bâtiments au-dessous. La façade représente un faux escalier et des balustrades de grecques scalaires surmontées par des niches. On ignore si la similitude entre ce bâtiment et la pyramide des Niches indique une relation entre les deux. Les faux escaliers étaient autrefois ornés de volutes peintes en bleu et jaune, mais il en reste très peu. Au centre du faux escalier on trouve de vrais escaliers menant vers le haut sous une voûte au premier niveau du palais.

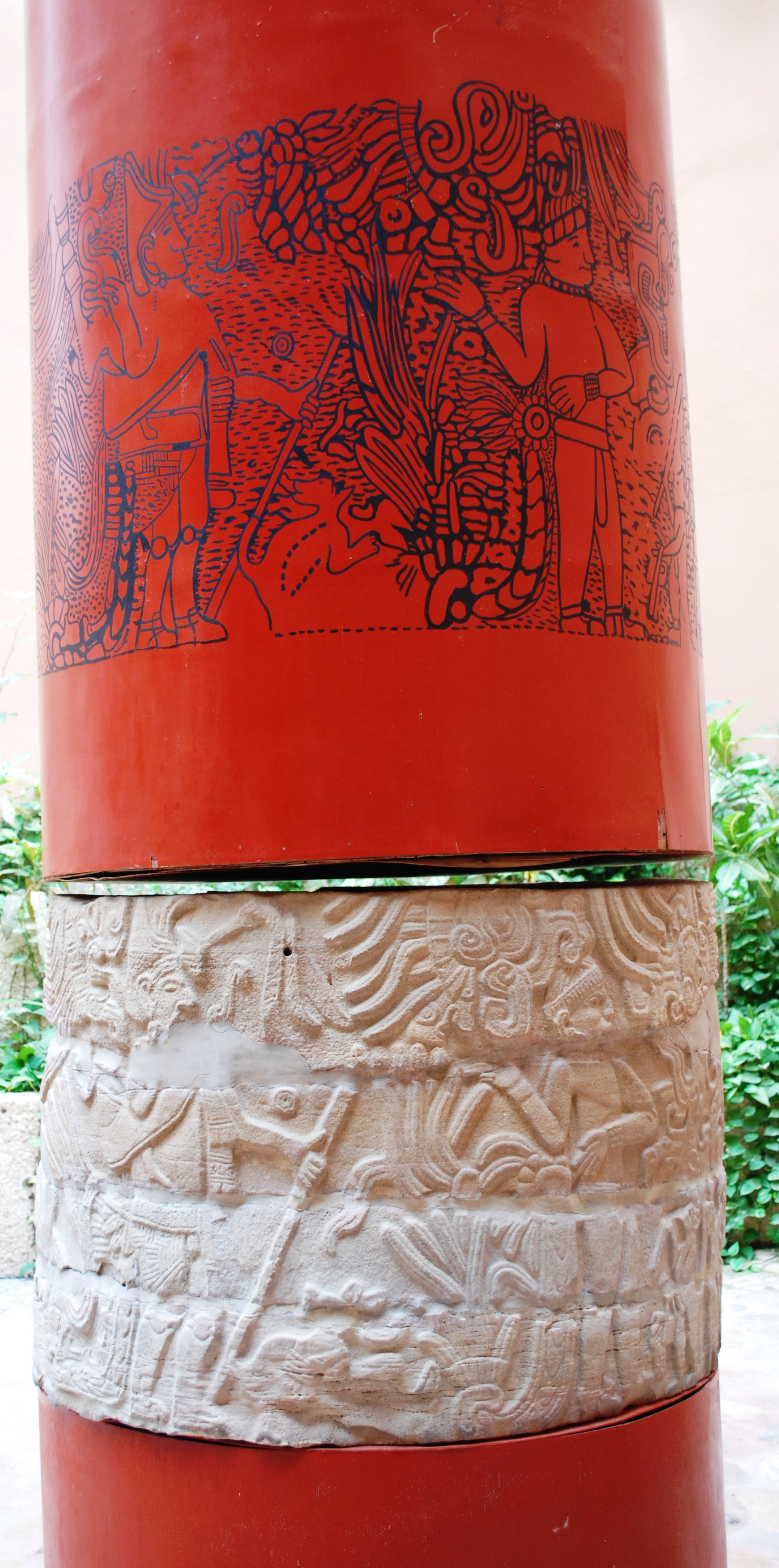
Fragments de l'une des colonnes

Le bâtiment des colonnes domine la partie la plus élevée de Tajin Chico. Il fait partie de l'un des derniers complexes de bâtiments construits à El Tajin. Ces bâtiments sont situés sur une plate-forme-terrasse qui a été construite sur des fondations naturelles en remplissant les espaces vides. L’autre structure de cette plate-forme est appelée annexe ou bâtiment des tunnels, car elle est reliée au bâtiment des colonnes par un passage. Derrière ces bâtiments se trouve une grande place avec de petites structures basses sur les bords. Ce bâtiment est nommé ainsi en raison des colonnes qui ornent la façade Est de la structure. Les colonnes ont été assemblées par l'empilement de cylindres de pierres taillées. Ensuite, la surface des colonnes a été sculptée pour représenter des scènes célébrant un souverain nommé Lapin 13, qui avait probablement construit cette structure. La plupart des vestiges de ces colonnes sont exposés au musée du site. Cette structure avait également un toit en ciment, qui était voûté sous la zone du “porche“ située entre les colonnes et les salles intérieures. Il existe une cour intérieure richement décorée, avec des grecques scalaires et d'autres symboles en pierre et en ciment qui ont été peints. Ce complexe est l'un des derniers construits et il montre également des traces d’incendie et d’autres dommages découlant de la chute de la ville.

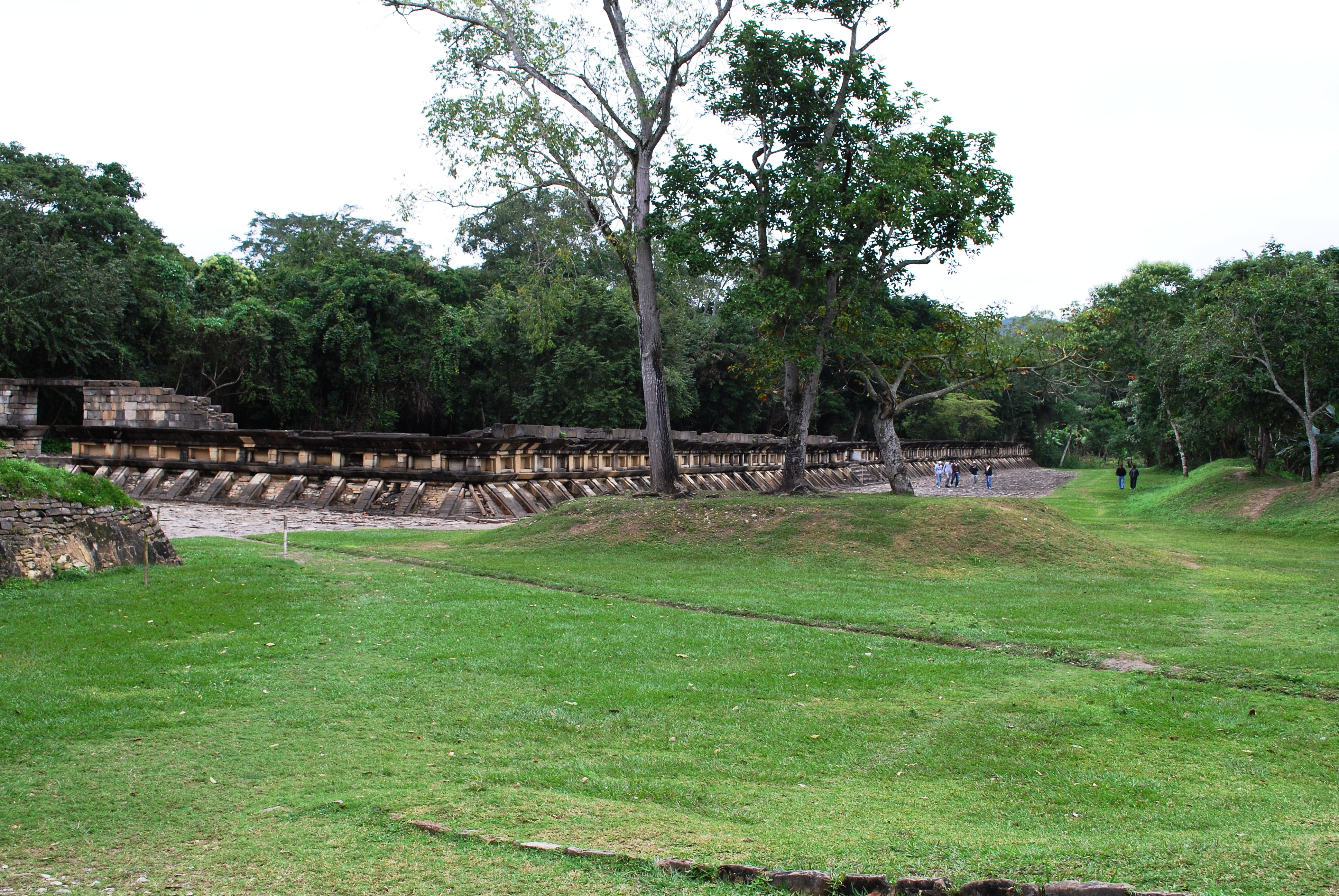
Grande Grecque

Juste à l'est de Tajin Chico on trouve une zone au fond de la vallée. Il existe de nombreuses structures dans cette section, mais beaucoup ne sont pas accessibles aux visiteurs en raison de l'absence de sentiers et beaucoup n’ont pas encore été explorées. Deux ont été partiellement explorées. La première est une enceinte baptisée «Grande Grecque», parce que son tracé ressemble à celui de ce motif décoratif. Elle délimite un enclos d’environ 129 000 m2. Cette structure est unique parmi les sites mésoaméricains et contient deux ou trois petits terrains de jeu de balle. Les côtés de l'enceinte sont formés par une plate-forme élancée avec des parois en pente et des niches vides, ressemblant à celles de la Pyramide des Niches. Il y a plus d'une centaine de niches dans ce mur, percé par un certain nombre d'entrées. L'autre structure est le grand terrain de jeu de balle, le plus grand terrain de jeu d'El Tajin. Il est situé à l'angle nord-ouest de la grande Grecque et à la base de Tajin Chico. Il présente des côtés verticaux et sa longueur est d’environ 213 m. Contrairement aux autres terrains de jeu de balle, il ne comporte pas de panneaux sculptés et aucune sculpture n’est associée à cette structure.

### Bâtiments 3, 23, 15 et 5

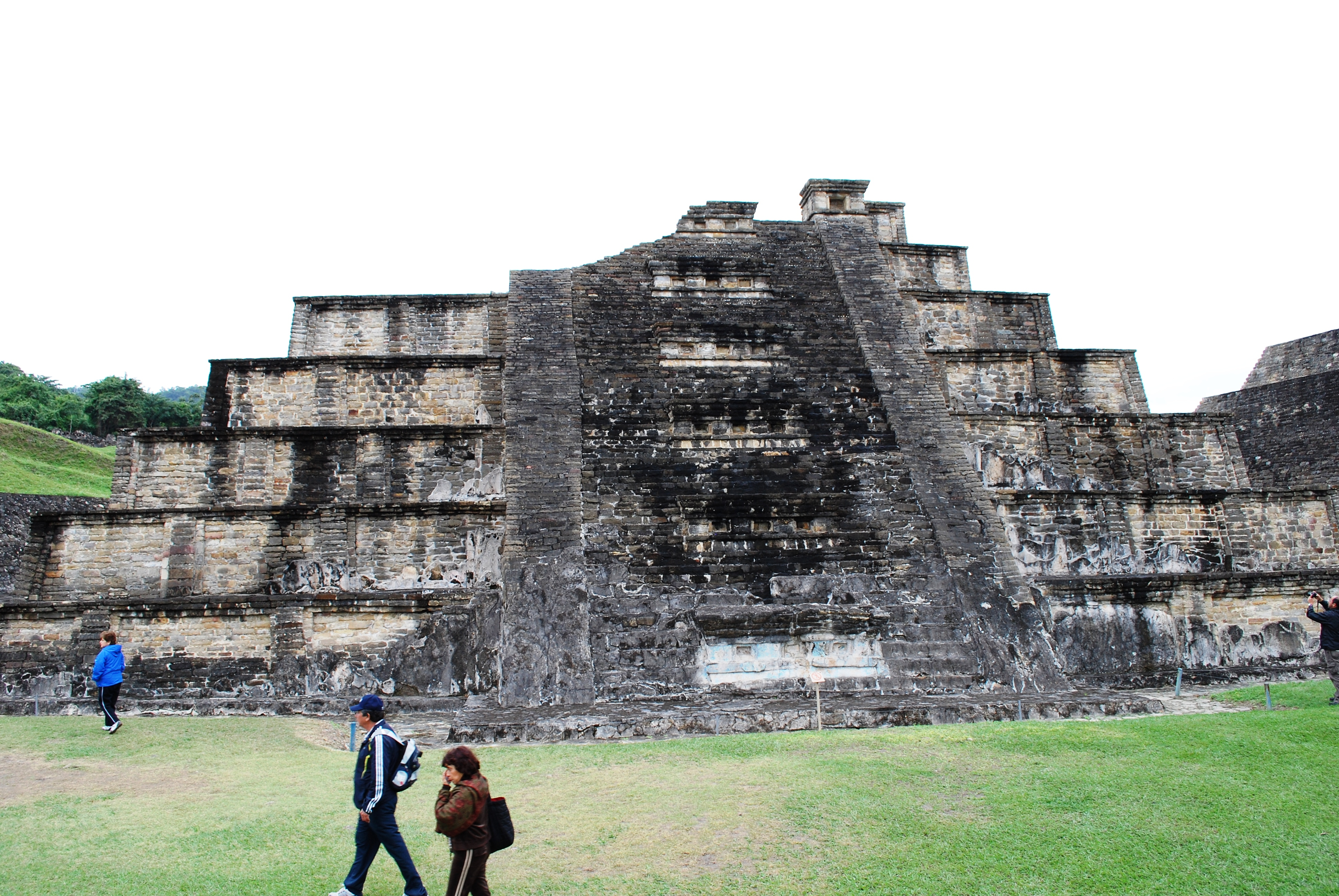
Temple bleu

Le bâtiment 3 ou  Temple bleu  présente certaines caractéristiques qui le distinguent des autres pyramides du site. On ne trouve pas de niches, sauf pour six bancs de l'escalier et le haut des balustrades, mais il s’agit probablement d’ajouts tardifs. Les sept degrés de la pyramide sont composés de murs en pente douce divisés en panneaux de différentes largeurs. Le côté nord qui n’a pas été restauré présente une brèche importante consécutive à une intrusion de pilleurs avant que le site ne soit protégé par des gardes. Aucune sculpture n’est connue pour provenir de ce bâtiment et il ne reste rien du temple situé au sommet. Le bâtiment a été recouvert de ciment à plusieurs reprises au cours de son histoire, et chaque couche de ce ciment a été peinte en bleu plutôt qu’en rouge qui est une couleur plus répandue. On peut trouver des vestiges de cette peinture sur une partie de l'escalier et sur le côté faisant face à l'est vers le bâtiment 23. Le bleu est le plus souvent associé à dieu de la pluie, mais il n'existe aucune autre preuve à l'appui de cette hypothèse.
Alors que le temple bleu est une construction assez ancienne, la pyramide proche de lui, le bâtiment 23 a été construit très tardivement dans l'histoire de Tajin. Il comporte cinq degrés en Talud presque vertical, sans niches. L'escalier d'origine a été détruit puis retravaillé dans sa forme actuelle. Il est partagé en son centre par un contrefort qui contient le remblai derrière l'escalier en place. Les marches sont construites à partir d'un mélange de mortier de chaux, de sable et d’argile sans armature de pierre. L'intérieur du bâtiment est composé de pierres sèches, principalement des galets de rivière arrondis. Au sommet, se trouvait un temple, comportant une série de merlons étagés ressemblant aux remparts médiévaux européens.
Juste au sud des bâtiments 3 et 23 se trouve le bâtiment 15, qui n'a été que partiellement fouillé. Il fait face à l'ouest et semble avoir une fonction publique tout comme le bâtiment C de Tajín Chico. Il possède sur les deux côtés est et ouest des escaliers qui mènent au sommet du deuxième niveau. Le troisième degré commence par un mur de niches et ne possède pas d'escalier visible. Les deux niveaux inférieurs sont ornés de grandes niches comme au sommet de l’escalier diviseur. Sous la plus grande des niches on trouve un alignement de sept panneaux. Sous le quatrième, un ancien panneau a été découvert. Une fouille plus profonde a découvert une ancienne structure endommagée qui a été recouverte par la structure visible. On pense que ce bâtiment est le dernier à avoir été construit avec des niches.

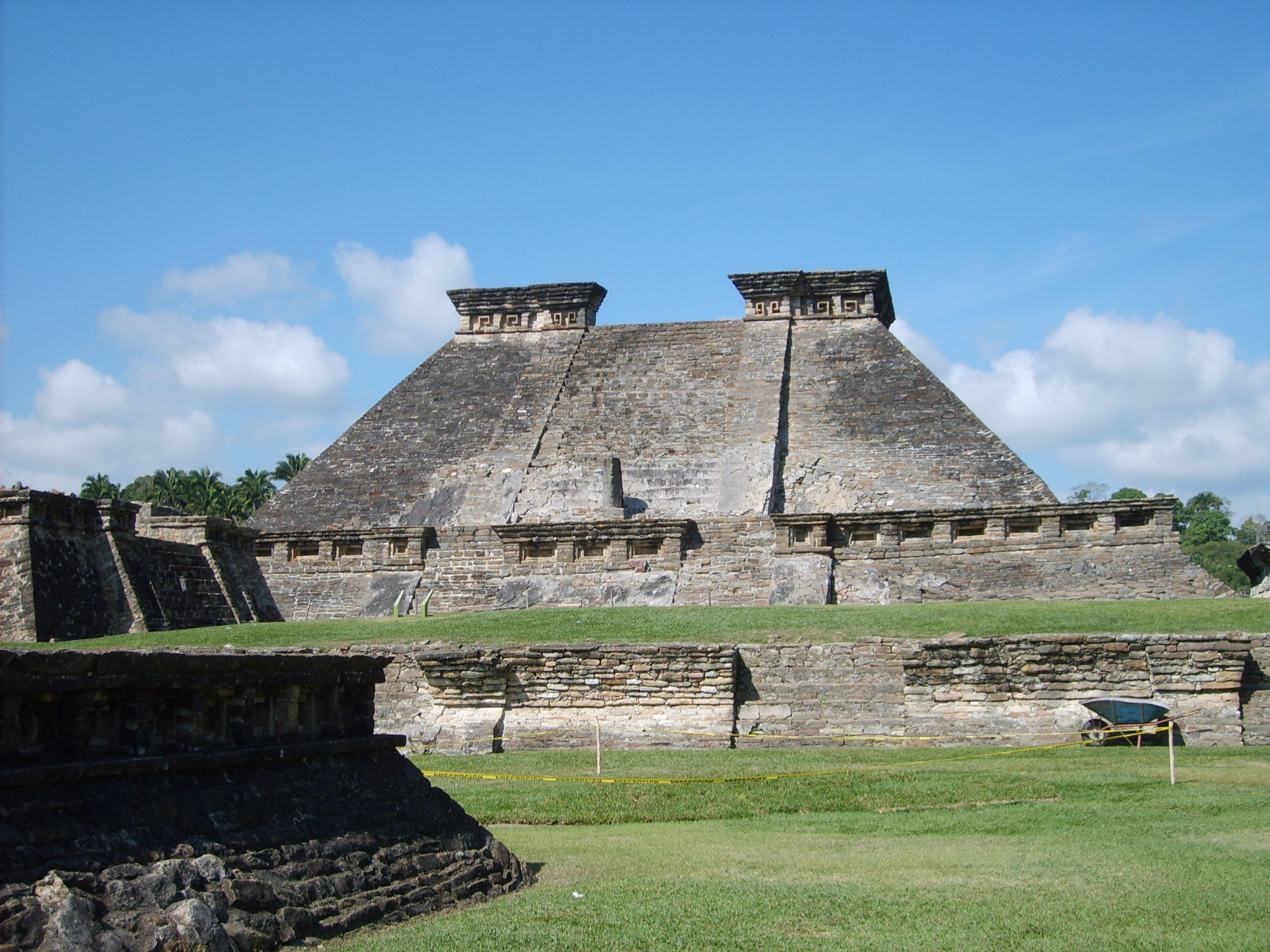
Vue du bâtiment 5

Le bâtiment 5 est considéré comme le plus majestueux du site d'El Tajin. Bien que situé près de la Pyramide des Niches, son attrait visuel n'est pas éclipsé par son voisin plus célèbre. Il est situé au centre d'un complexe de pyramides et se compose d'une pyramide tronquée s’élevant sur une plate-forme de plus de 32 000 m2. L'accès au premier niveau de la pyramide, qui est bordée de niches, se fait par un escalier unique sur le côté ouest ou un double escalier sur le côté est. On accède au sommet de la pyramide, où un temple se dressait autrefois, par un double escalier sur le côté est. Le sommet de la pyramide contient deux plates-formes, qui sont toutes deux décorées de découpes en échelon. Entre les deux séries d'escaliers du premier étage sur le côté est se trouve une grande sculpture en forme de colonne. Elle avait été jetée du haut de la pyramide pendant l'antiquité et s’était brisée. Les archéologues l’ont remonté à l'endroit où elle a été trouvée. La sculpture est similaire par son style au joug de pierre sculptée de Veracruz. La figure semble être une représentation allégorique d'un personnage assis avec le haut du torse coupé et un crâne en guise de tête. Les bras tiennent un serpent et le corps contient des ondulations, qui peuvent représenter le sang sacrificiel. Les petits bâtiments qui entourent la pyramide sont destinés à la mettre en valeur. Toutefois, l'un d’eux sur le côté nord a été complètement détruit à cause des sentiers séculaires qui ont été utilisés lorsque ce domaine était encore dans la jungle.

### Les jeux de balle Nord et Sud

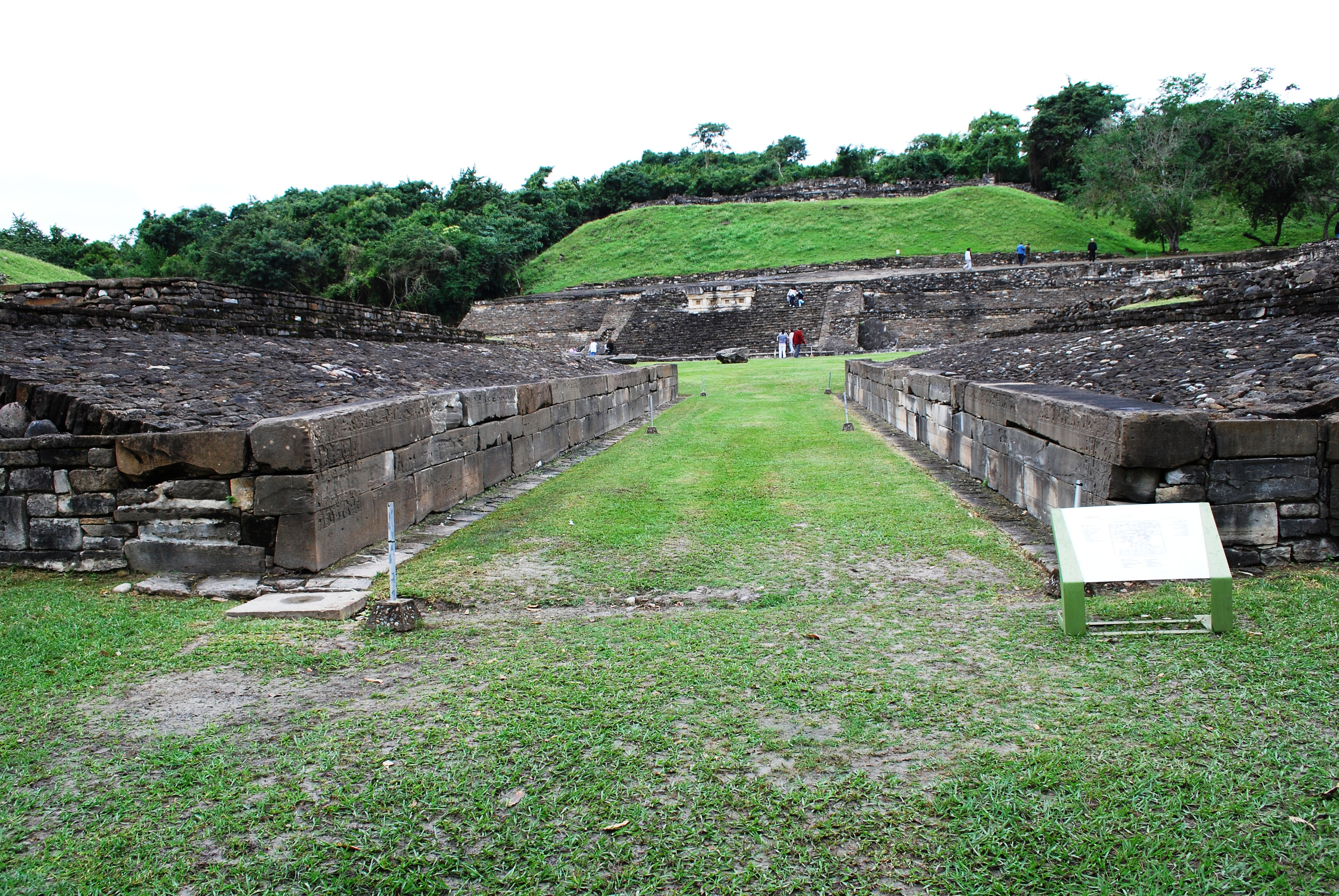
Vue du jeu de balle Nord

Le jeu de balle Nord  est construit avec trois couches de grandes dalles. Il comprend six panneaux sculptés représentant des scènes rituelles et une frise ornementale qui longe les deux murs. Le court a une longueur de 27 m, ce qui est considéré comme anormalement court et possède des parois verticales plutôt que simplement inclinées. C'est probablement l'une des plus anciennes structures de Tajin.
Des portions des panneaux et des frises sont abîmées au point que de vastes zones sont incomplètes. Les quatre panneaux latéraux présentent des scènes relatives au rituel du jeu de balle qui se traduisent par des prières aux dieux. Les panneaux centraux représentent les dieux qui répondent ou pratiquent un rituel qui leur est propre. Des variantes du dieu de la pulque apparaissent sur chacun des panneaux latéraux, ce qui suggère que la boisson jouait un rôle important dans le rituel. Les panneaux Sud-Est, Est et Nord-Ouest montrent un souverain sur son trône. Le panneau sud-ouest présente un personnage habillé comme un aigle assis dans une cuve de liquide, probablement de la pulque, et alimenté par un personnage féminin à gauche et un homme à droite. Le panneau central détérioré au nord montre deux personnages, les jambes croisées se faisant face. L’un est assis sur un trône et l'autre sur une cuve de pulque. Au centre, deux serpents entrelacés, qui semblent prendre la forme d'un marqueur de jeu de balle ou tlaxmalactl. Les frises longeant les bords supérieurs du court sont composées de personnages défilant ensemble, chacun contenant comme élément central une tête et un œil. Beaucoup ont des coiffures à plumes et des attributs reptiliens et quelques-uns ont une apparence humaine.

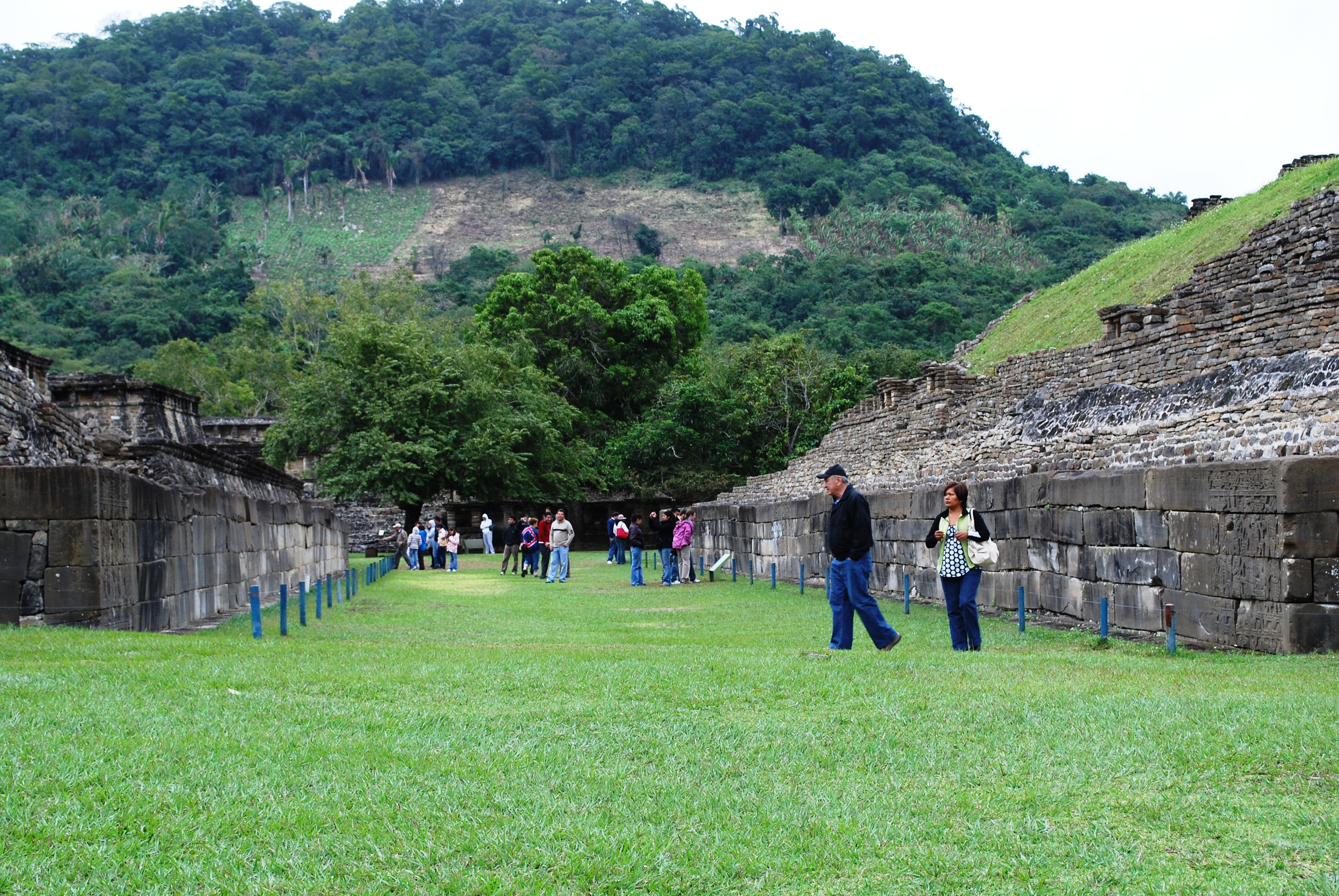
Vue du jeu de balle Sud

Le  jeu de balle Sud, comme le jeu de balle Nord, ne présente des sculptures que sur les parois verticales. Les panneaux sculptés sur ces murs restent largement intacts et montrent pas à pas de quelle manière on pratiquait ici le jeu de balle, avec des cérémonies, un sacrifice et la réponse des dieux. L’alignement général du court est orienté est-ouest, sa longueur est de 61,40 m et sa largeur 11 m. Les spectateurs pouvaient assister aux événements à partir du Bâtiment 5 vers le nord et du Bâtiment 6 vers le sud ainsi qu’à partir des stands construits sur un côté du court. Le court est composé de pierres pesant plus de dix tonnes et dont beaucoup provenaient de l'extérieur de la vallée. Une fois que les murs du court ont été construits, six panneaux ont été sculptés aux coins et au centre des deux murs. Les panneaux des extrémités montrent les scènes de jeu de balle elles-mêmes et les panneaux du centre les réponses des dieux.
Le panneau sud-est illustre le rituel d'ouverture lorsque le principal participant est richement habillé et qu’on lui remet un faisceau de lances. Cela fait partie du cérémonial initial avant que le jeu lui-même commence. Surplombant cette scène, on distingue la divinité de la mort qui sort d'une cuve de liquide, peut-être de la pulque. Les glyphes au-dessus de la divinité l'identifient à la planète Vénus. Vient ensuite le panneau du sud-ouest dans lequel une préparation différente du cérémonial est représentée. Le participant principal est couché sur une sorte de sofa. Deux musiciens jouent sur un tambour constitué d’une carapace de tortue et avec des hochets d'argile. Un personnage habillé en aigle danse en face de lui pendant qu’un dieu à l’apparence de squelette survole la scène et que la divinité de la mort s’élève au-dessus du liquide. Le panneau du Nord-Ouest montre le début du jeu de balle. Deux participants sont debout au milieu du court et des flots de paroles sortent de leur bouche. L'un tient un grand couteau dans la main gauche et fait des gestes de la main droite. Entre eux on voit, étroitement liées, des barres obliques, symbole du jeu de balle, ainsi qu’une balle. Autour de leur taille on reconnaît des attributs rituels et protecteurs qui sont très semblables aux jougs de pierre, aux palmas et hachas communs dans les sépultures de l'élite. Derrière les joueurs sont représentés deux personnages, dont l'un avec une tête de cerf qui regarde à partir des murs du court ainsi que la divinité de la mort toujours au-dessus. Le panneau nord-est indique que le jeu est terminé et que l'un des participants est sur le point d'être sacrifié en ayant la tête coupée. Les trois personnages sont tous habillés avec les vêtements et les symboles du jeu de balle. Le personnage du centre a les bras retenus en arrière par celui de gauche. Le personnage de droite tient un grand couteau posé sur le cou du personnage central. On distingue des volutes transcrivant le discours du sacrifié ainsi qu’une représentation du dieu au squelette.

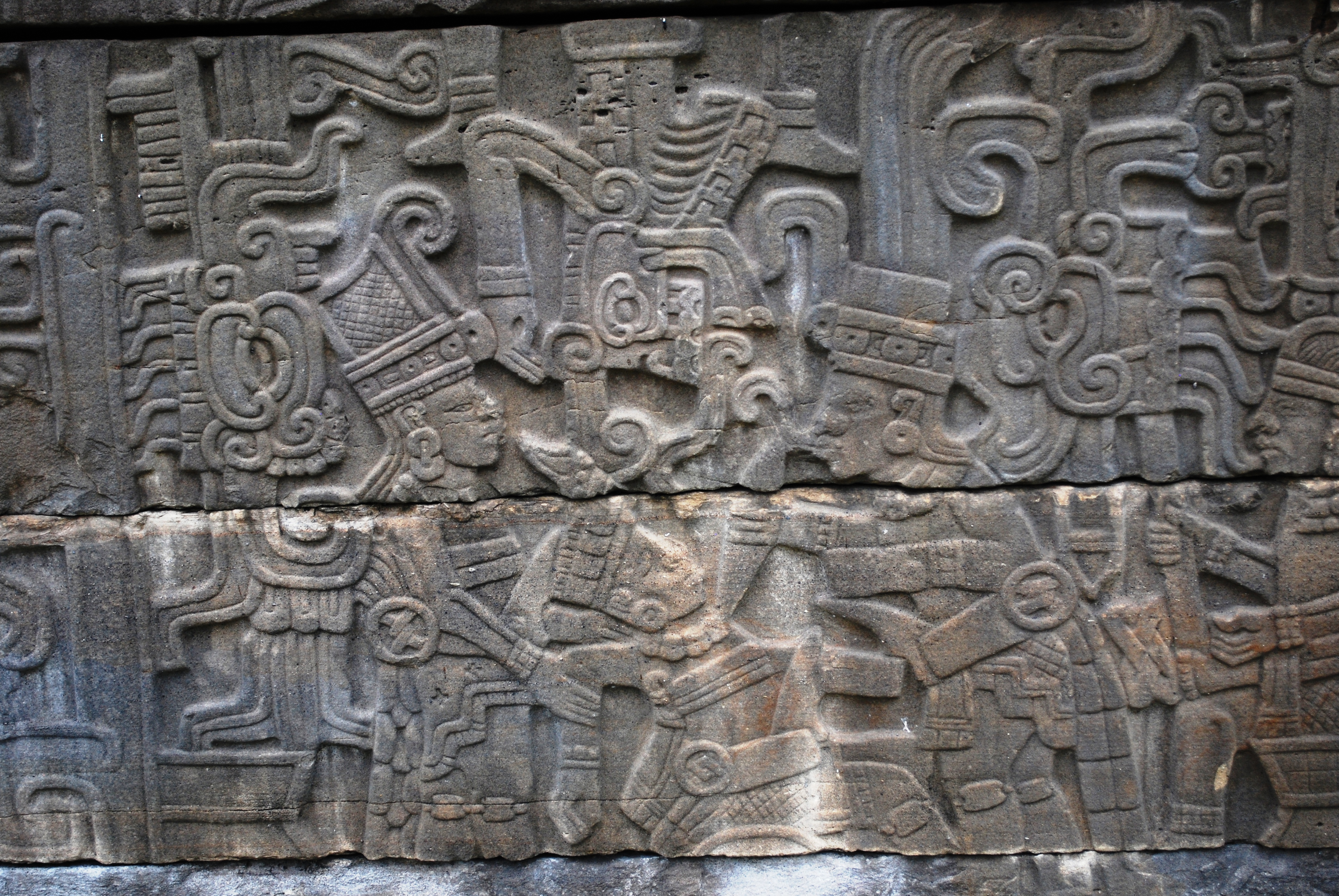
Panneau montrant la décapitation d’un joueur de balle

Ensuite, les autres panneaux montrent la réponse des dieux. Le panneau central du nord représente la poursuite du rituel dans l'au-delà, et montre comment les événements du jeu relient aux dieux la société d’El Tajin. Au centre de la scène on trouve un temple avec le dieu de la pluie et du vent assis au-dessus et une cuve de liquide à l'intérieur. Le joueur sacrifié apparaît ici, le corps entier et avec un pot sous le bras. Il désigne la cuve et s’adresse au dieu de la pluie. Le liquide est protégé par un Chac Mool inclinable, qui parle. Ce qu’il demande c’est la pulque, comme indiqué par un glyphe qui confirme l'origine mythique de la boisson, ainsi qu’une image du dieu de la pulque dessus de la scène. Sur le panneau central du sud, est représentée la scène qui suit le sacrifice du joueur de balle recevant la pulque dans le même temple, avec les glyphes et la représentation du dieu de la pulque. Les différences sont dues à la représentation de la lune sous l’apparence d’un lapin, celle du dieu de la pluie, devant le temple et le niveau du liquide qui a baissé dans la cuve. Le dieu de la pluie est représenté dans un rite d’auto sacrifice enfonçant une pointe à travers une partie de son pénis. Le sang tombe dans la cuve et elle se remplit de pulque.

## Le festival de la Cumbre Tajín
La Cumbre Tajin est un festival artistique et culturel annuel qui se tient sur le site au mois de mars. La Cumbre Tajin est le festival de l'identité Totonaque, le peuple qui se considère comme les gardiens d'El Tajin. Les activités présentées comprennent des spectacles culturels traditionnels totonaques ainsi que des spectacles modernes et des spectacles folkloriques de cultures aussi lointaine que celle du Tibet. Certaines de ces représentations comportent des concerts de musique, l’initiation au Temazcal, des spectacles et des visites de nuit d’El Tajin, avec au total plus de 5000 activités.  Beaucoup de manifestations culturelles, gastronomiques et artisanales, sont présentées à Takilhsukut Parque qui est situé à proximité juste en dehors du site archéologique.En 2008, 160 000 personnes ont assisté à la représentation où se produisaient Fito Páez, Ximena Sariñana et Los Tigres del Norte. Trente pour cent des recettes générées par l'événement sert à financer des bourses scolaires pour les jeunes Totonaques.
En 2009, on a ajouté à l’événement l'Encuentro Internacional de Voladores (Rencontre internationale des Voladores). Pendant cinq jours, les voladores venus de divers endroits présentent leur spectacle traditionnel sur les poteaux érigés dans le site. L'objectif est non seulement de montrer des costumes et des styles différents, mais aussi de permettre aux groupes de partager leurs expériences sur le rituel de fertilité. Les Voladores viennent parfois de très loin, de l’San Luis Potosi et même du Guatemala.
La Cumbre Tajín a été critiquée parce qu’elle mettait accent sur les spectacles modernes plutôt que sur les événements culturels. Un point critiquable est l'illumination nocturne des pyramides sans aucune sorte d’information historique et culturelle. Un autre est le manque de respect pour le site et le peuple totonaque. On craint aussi qu'un grand nombre de visiteurs venus sur le site pour des événements comme des concerts, donnés par des noms tels que Alejandra Guzmán endommagent le site. Toutefois, le Centro de Artes Indígenas de Veracruz Etats travaille beaucoup à préserver et promouvoir la culture totonaque à travers l'événement lui-même, le sponsoring d'animations sur la cuisine traditionnelle, la peinture et le rituel de la Voladores.